# Gregorio Carballo Pacheco
Gregorio Carballo Pacheco fue un pintor español activo en Madrid a mediados del siglo XVII. Fue discípulo del florentino Francisco Ginete, quien quizá lo llevó con él a Madrid desde Sanlúcar de Barrameda, ciudad de la que había llegado en 1643, tras el encarcelamiento de su señor, el IX duque de Medina Sidonia.
En 1647, su maestro le dejó en herencia parte de su colección de dibujos y estampas, así como los pinceles y colores de su taller. En octubre de 1647 actuó ante un escribano como testigo de Velázquez, por lo que, a juzgar por su apellido, quizá fuera familiar de su esposa y de su suegro, Francisco Pacheco. Es posible que este pintor marchase con posterioridad a América y que se le pueda identificar con el pintor Gregorio Carballo de la Parra (†1667) activo en la Nueva Granada.